# Медейрос, Этьен
Этьен Пирес де Медейрос (порт. Etiene Pires de Medeiros; род. 24 мая 1991, Ресифи) — бразильская пловчиха на спине и вольным стилем. Она — первая бразильянка, выигравшая индивидуальную золотую медаль на чемпионате мира и Панамериканских играх. Также она стала первой представительницей Бразилии со времён Марии Ленк, кто стал мировым рекордсменом.

## Международная карьера

### 2008—2012
В возрасте 17 лет Этьен Медейрос выиграла серебряную медаль на дистанции 50 метров на спине на молодёжном чемпионате мира по водным видам спорта в Монтеррее.
На чемпионате мира по водным видам спорта в Риме она финишировала 21-й на дистанции 50 метров на спине.
Медейрос принимала участие на чемпионате мира на короткой воде 2010 в Дубае, где заняла 17-е место в плавании на 50 метров на спине, а на дистанции вдвое длиннее стала 30-й.
Она вошла в состав сборной на чемпионат мира 2011 в Шанхае после того, как Фабиола Молина попалась на допинге. Этьен финишировала 43-й на дистанции 100 метров на спине со временем 1.05,18. Она также участвовала в плавании на 50 метров на спине, где стала 25-й. В комбинированной эстафете 4×100 метров сборная Бразилии стала 17-й.
На Панамериканских играх 2011 года Этьен не вышла в финал на стометровой дистанции на спине, став десятой.
На чемпионате мира на короткой воде 2012 в Стамбуле она заняла 10-е место на дистанции 50 метров на спине и 28-е на 100 м.

### 2013—2016
В январе 2013 года она переехала в Сан-Пауло и начала работать с тренером Фернандо Ванцеллой в клубе SESI-SP. В апреле 2013 года она выиграла трофей Марии Ленк в Бразилии, проплыв за 27,88 секунды 50 метров на спине. Это стало лучшим её результатом, а также одним из лучших результатов в истории этой дисциплины.
На чемпионате мира по водным видам спорта в Барселоне она финишировала 21-й на дистанции 100 метров на спине. На дистанции 50 метров на спине она вышла в финал с пятым временем (27,89 с), что на 0,01 секунды слабее её личного рекорда. В финале Медейрос стала четвёртой, проплыв дистанцию за 27,83 секунды. Она также заняла 12-е место в составе эстафетной сборной в комбинированной эстафете 4×100 метров вместе с Дайнарой де Паулой, Ларисой Оливейрой и Беатрис Травалон.
На чемпионате Тихоокеанских стран 2014 года в Голд-Кост заняла 5-е место в эстафете 4×100 метров вольным стилем вместе с Грасиэль Херрманн, Дайнара де Паулой и Алессандрой Марчиоро; 5-е место в комбинированной эстафете 4×100 метров вместе с Грасиэль Херрманн, Аной Карлой Карвалью и Дайнарой де Паулой; шестое место на дистанции 50 метров вольным стилем; седьмое место на 100 м баттерфляем и 11-е на той же дистанции на спине.
3 сентября 2014 года, участвуя в José Finkel Trophy в Гуаратингете, Медейрос побила три южноамериканских рекорда на короткой воде: 50 метров вольным стилем со временем 24,15, 50 м на спине со временем 26,41, и 100 м на спине (57,53).
7 декабря 2014 года, участвуя в чемпионате мира на короткой воде в Дохе, Медейрос побила мировой рекорд на дистанции 50 метров на спине со временем 25,67. Медейрос стала первой женщиной в Бразилии, которая завоевала индивидуальную медаль на чемпионате мира, и первой, кто выиграл золотую медаль. Медейрос выиграла 3 медали: золото в плавании на 50 м на спине, золото в комбинированной смешанной эстафете 4×50 метров (вместе с Фелипе Франка, Николасом Сантосом и Ларисой Оливейрой) и бронзовую медаль в эстафете смешанной эстафете 4×50 вольным стилем (с Сезаром Сьело, Жуаном де Лукка и Ларисой Оливейрой). Результат в комбинированной смешанной эстафете стал южноамериканским рекордом (1.37,26) и оказался всего на 0,09 секунды слабее мирового рекорда США (1.37,17). Результат Медейрос, принёсший ей золотую медаль чемпионата мира, стал мировым рекордом (25,67), а её результат в полуфинале был рекордом Америки. Медейрос также дважды побила южноамериканский рекорд на дистанции 100 метров на спине со временем 57,36 в предварительном раунде и 57,13 в полуфинале, заняв итоговое 7-е место. Также рекорд Америки был дважды побит во время комбинированной смешанной эстафеты.
На Открытом чемпионате Бразилии в Рио-де-Жанейро она побила рекорд Америки на дистанции 50 метров на спине со временем 27,37. Она также побила рекорд Южной Америки на 50 м вольным стилем (24,74).
На Панамериканских играх 2015 года в Торонто Медейрос снова вошла в историю, став первой бразильской пловчихой, завоевавшей золото на Панамериканских играх. На дистанции 100 метров на спине она показала время 59,61, что стало новым рекордом Игр южноамериканским рекордом. Через час после золота она завоевала серебряную медаль на дистанции 50 метров вольным стилем с новым рекордом Южной Америки (24,55). На Играх она также помогла бразильской команде выиграть две бронзовые медали в эстафетах 4×100 метров вольным стилем (с рекордом Южной Америки 3.37,39) и комбинированной 4×100 метров.
На чемпионате мира по водным видам спорта 2015 года в Казани на дистанции 50 метров на спине, Этьен стала первой бразильской женщиной, поднявшейся на подиум на чемпионате мира на длинной воде. Она выиграла серебряную медаль, побив рекорд Америки со временем 27.26. На дистанции 100 метров на спине она не сумела выйти в финал, заняв 9-е место со временем 59,97. Она также заняла 11-е место в женской эстафете 4×100 метров вольным стилем и 14-е место в комбинированной эстафете. На дистанции 50 метров вольным стилем стала шестнадцатой.
На турнире в Пальосе она побила южноамериканский рекорд на 100 метров вольным стилем со временем 54,26 с.

### Летняя Олимпиада 2016
На летних Олимпийских играх 2016 года она вышла в финал на 50 метровой дистанции вольным стилем, где заняла 8-е место. Она побила рекорд Южной Америки со временем 24,45 в полуфинале. На дистанции вдвое длиннее заняла 16-е место в полуфинале, а на той же дистанции на спине стала 25-й. Также Этьен участвовала в эстафете 4×100 метров вольным стилем, где сборная Бразилии стала 11-й.

### 2016 — настоящее время
13 сентября 2016 года на José Finkel Trophy она побила рекорд Южной Америки на 50 метров вольным стилем (23,88).
11 декабря 2016 года выиграла золотую медаль на дистанции 50 м на спине на чемпионате мира на короткой воде 2016 в Уинсоре. В эстафете 4×50 вместе с Фелипе Лимой, Николасом Сантосом и Ларисой Оливейрой заняла второе место. Она также проплыла 50 м вольным стилем, выйдя в полуфинал со временем 24,31, но снялась с соревнований.
На чемпионате мира по водным видам спорта в Будапеште на дистанции 50 метров на спине дважды побила рекорд Америки: 27,18 в полуфинале и 27,14 в финале, в результате завоевав золотую медаль, став первой бразильской пловчихой, ставшей чемпионкой мира на длинной воде. Она также заняла 21-е место на дистанции 50 м вольным стилем.
На чемпионате мира на короткой воде в Ханчжоу Медейрос приехала в качестве действующей чемпионки на 50 м на спине, но в полуфинале она поскользнулась на старте, не попав в итоге в финал. Затем она участвовала на дистанции 50 метров вольным стилем, где обновила южноамериканский рекорд и повторила рекорд Америки (23,82) в полуфинале, а в финале улучшила это достижение (23,76), что принесло ей бронзовую медаль. Она также заняла 5-е место в смешанной эстафете 4×50 метров вольным стилем, 9-е в комбинированной смешанной эстафете 4×50 метров и 21-е на дистанции 100 метров на спине.
На чемпионате мира по водным видам спорта 2019 года в Кванджу Медейрос завоевала серебряную медаль на дистанции 50 метров на спине. На дистанции 50 метров вольным стилем она выступала с целью отбора на Олимпиаду-2020, однако она финишировала лишь 23-й.
На Панамериканских играх 2019 года, проходивших в Лиме, Медейрос выиграл вторую золотую медаль на дистанции 50 метров вольным стилем . В общей сложности она выиграла 5 медалей, в том числе два серебра в женской и смешанной эстафетах 4×100 метров вольным стилем и две бронзы на дистанции 100 м на спине и комбинированной женской эстафете 4×100 метров.